# Cidade da Justiça de Pontevedra
A Cidade da Justiça de Pontevedra é um complexo arquitectónico e judicial da cidade de Pontevedra (Espanha), constituído por dois grandes edifícios judiciais construídos em 1998 e 2019 no bairro da Parda.

## Localização
A Cidade Judiciária de Pontevedra está localizada a oeste do bairro da Parda e o seu acesso faz-se pelas ruas Hortas e Francisco Tomás y Valiente. Fica a 500 metros das estações ferroviária e rodoviária.

## História
Antes da construção do primeiro edifício dos tribunais no complexo judicial do bairro da Parda, a maioria dos tribunais estavam espalhados por vários edifícios na cidade de Pontevedra, muitos dos quais alugados, de modo que, com o tempo, a necessidade de reunir todos os tribunais num único complexo judicial tornou-se evidente. Alguns dos tribunais estavam localizados no Palácio da Justiça de Pontevedra, sede do Tribunal Provincial, inaugurado a 17 de Setembro de 1956 na rua Rosalía de Castro. Em 1948 a Câmara Municipal tinha cedido o local anteriormente ocupado pela antiga prisão para a construção do Palácio da Justiça e em 1954 o Conselho Provincial de Pontevedra contribuiu com um milhão de pesetas para a sua construção.
Após um atraso de vários anos, a 18 de Abril de 1995, foi apresentado o projecto de um novo edifício para os tribunais da cidade, concebido pelo arquitecto Fernando Martínez Sarandeses. O edifício previsto de oito andares seria erguido atrás do Palácio da Justiça no bairro de Campolongo, no local da actual Praça da Liberdade. Contudo, em Agosto de 1995, o presidente da câmara da cidade, Juan Luis Pedrosa, chegou a um acordo difícil para a construção do novo edifício do tribunal no bairro da Parda, no local da antiga prisão provincial. 
O projecto manteve o desenho planeado para o bairro de Campolongo com algumas modificações específicas para o adaptar ao novo local do bairro da Parda. Os trabalhos começaram em 30 de Maio de 1996, após a demolição da antiga prisão, e foram concluídos em Fevereiro de 1998. O novo edifício dos tribunais foi inaugurado a 5 de Março de 1998.
Em 2010, este edifício dos tribunais já estava saturado devido à falta de espaço, o que realçou a necessidade de construir um novo edifício judicial anexo ao que foi inaugurado em 1998. Este segundo edifício dos tribunais foi projectado pelos arquitectos Gustavo e Lucas Díaz e Naiara Montero e a sua construção teve início a 1 de Agosto de 2016. O novo edifício foi inaugurado a 3 de Setembro de 2019. A partir desse momento, Pontevedra tem uma Cidade da Justiça composta por estes dois edifícios dos tribunais no bairro da Parda.

## Descrição
O Complexo Judicial de Pontevedra abrange uma população de 500.000 habitantes   e alberga a sede de todos os tribunais existentes no distrito judicial de Pontevedra: Instrução, Primeira Instância, Penal, Social, Contencioso-Administrativo, Comercial, Menores e Vigilância Penitenciária.
O edifício de 1998 (mais a sudeste com a entrada principal na Rua Francisco Tomás y Valiente) alberga os 4 tribunais penais, o tribunal de menores, o tribunal de vigilância penitenciária, o gabinete do procurador e a sede do Instituto de Medicina Legal. O edifício de 2019 (com a entrada na Rua Hortas) alberga os 2 tribunais de comércio, os 4 tribunais sociais, os 3 tribunais contenciosos-administrativos, os 3 tribunais de instrução e os 5 tribunais de primeira instância. Por seu lado, a sede do Tribunal Provincial de Pontevedra (Audiencia Provincial), a sua presidência e as suas secções 1, 2, 3 e 4 estão localizadas no Palácio da Justiça no centro da cidade, na Rua Rosalía de Castro, 5, a um quilómetro do Complexo Judicial no distrito de A Parda.

## Arquitetura
Os dois edifícios dos tribunais no complexo judicial de Pontevedra estão ligados por uma passagem de vidro de 40 metros de comprimento no primeiro andar.
O edifício dos tribunais construído em 1998, tem oito andares. A fachada oblonga é revestida de pedra e distingue-se pela continuidade das muitas janelas dispostas simetricamente em todas as fachadas. As janelas consecutivas em todos os andares cobrem a maior parte das fachadas do edifício e deixam entrar muita luz no interior. O edifício é rodeado por colunas altas nos dois primeiros andares das fachadas sul, este e oeste, que actuam como pórtico de entrada.
O novo edifício dos tribunais construído em 2019 tem duas caves e seis andares e tem uma capacidade para 28 tribunais.  Tem uma área de 23.000 metros quadrados. O edifício, com espaços abertos, tem uma forma hexagonal irregular e está centrado em torno de um grande pátio iluminado de cima por clarabóias. A fachada é concebida com aberturas em série e planos biselados com lâminas verticais que protegem as paredes de vidro do sol. Nos dois primeiros andares, a fachada é revestida em pedra. No interior, no rés-do-chão e no 1º andar, que partilham um grande hall, encontram-se o registo civil, 16 salas de audiências com luz natural, um grande salão de casamento e escritórios para advogados, solicitadores e assistentes sociais, e nos outros andares, os tribunais.
O Palácio da Justiça, localizado no centro da cidade e construído em 1956, desenhado pelos arquitectos Robustiano Fernández Cochón e Germán Álvarez de Sotomayor y Castro, tem uma planta rectangular, quatro andares e uma semi-cave. A fachada é feita de pedra. O rés-do-chão é rodeado por bossagens e no segundo e terceiro andares, as fachadas oeste e este são rebocadas com argamassa de cal à volta de todas as janelas e portas de varanda da fachada de entrada. O estilo sóbrio e austero reflecte a seriedade da sua função.

## Galeria

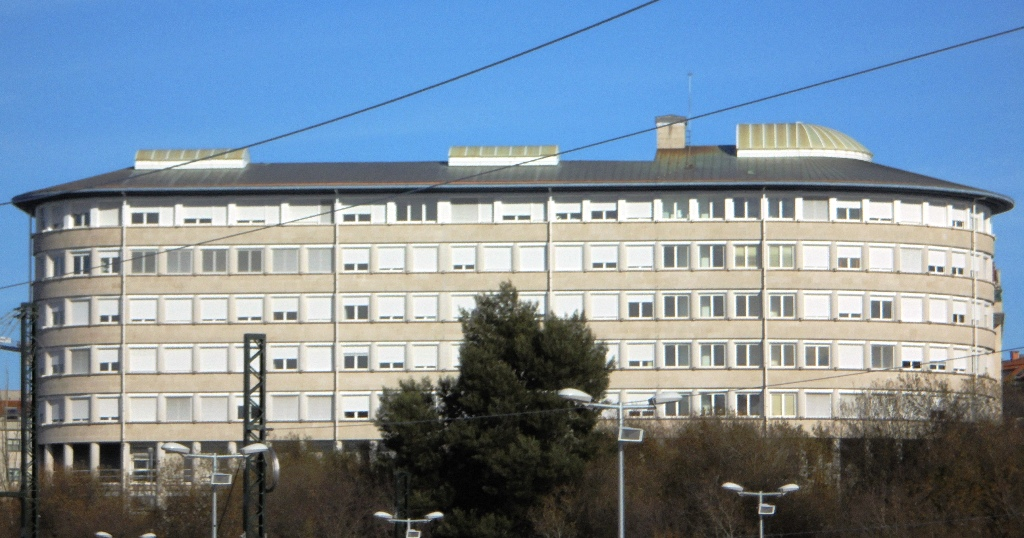
Edifício dos tribunais construído em 1998
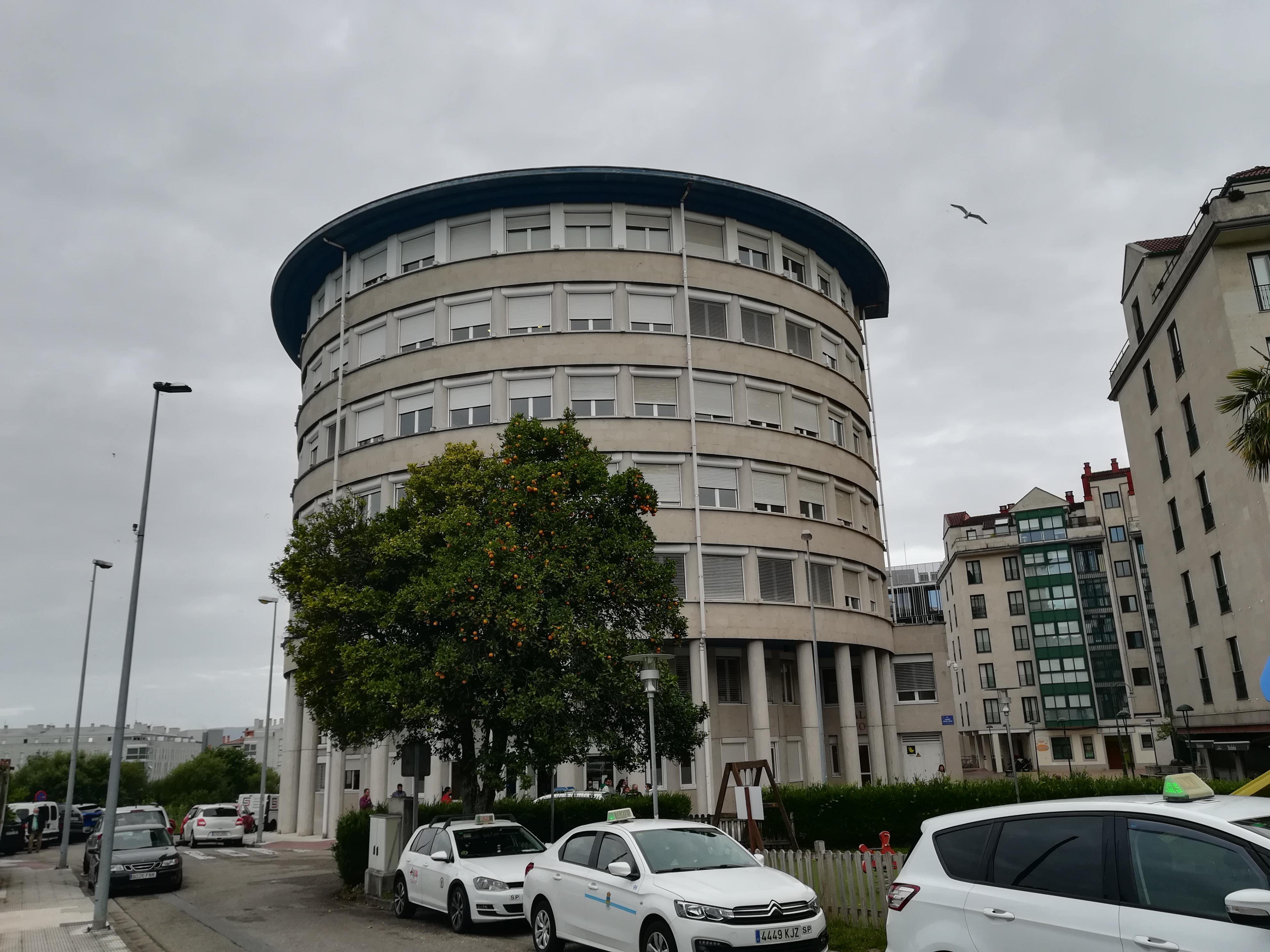
Entrada do edifício de 1998
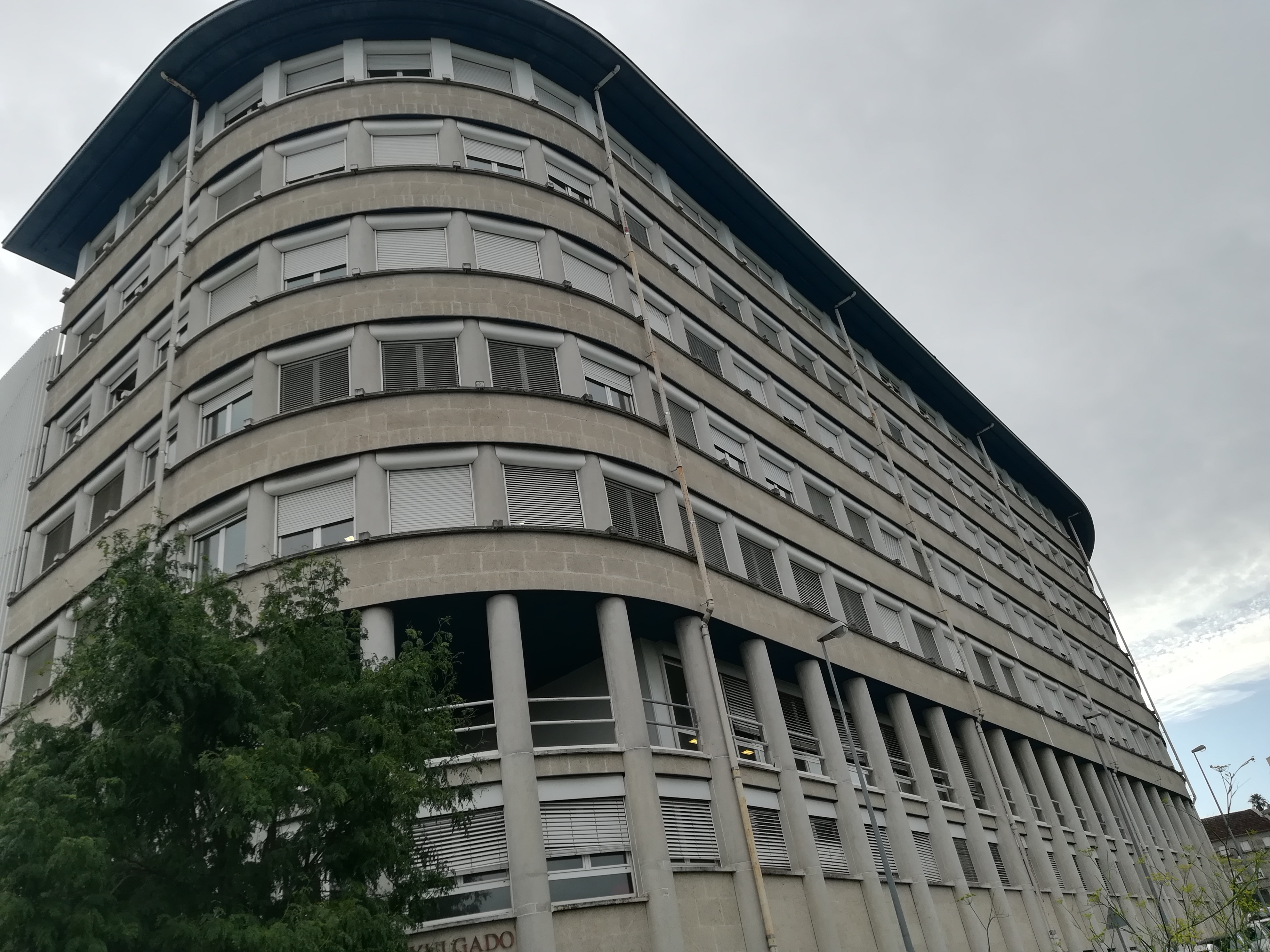
Fachada sul do edifício de 1998
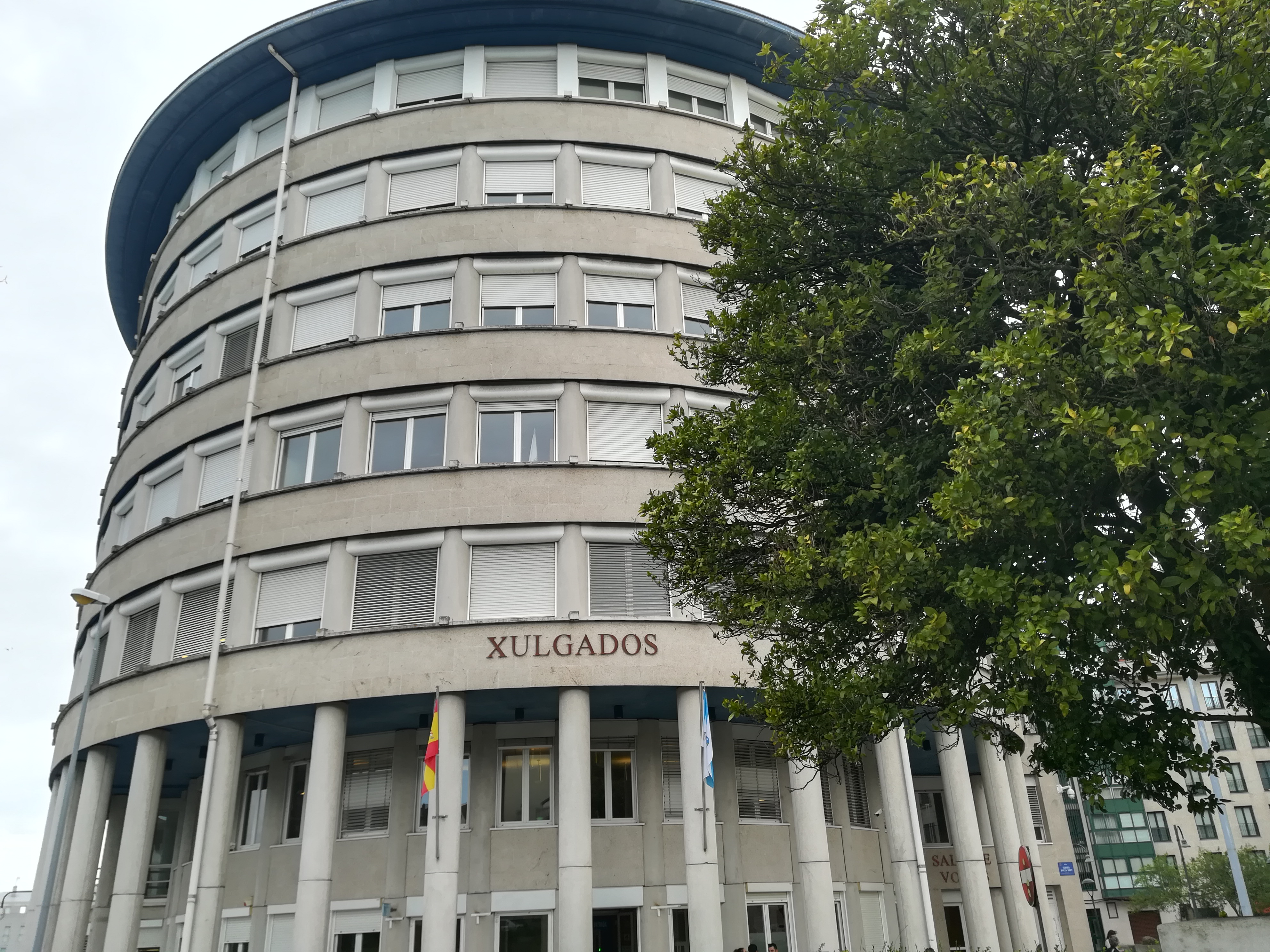
Detalhe da entrada do edifício de 1998
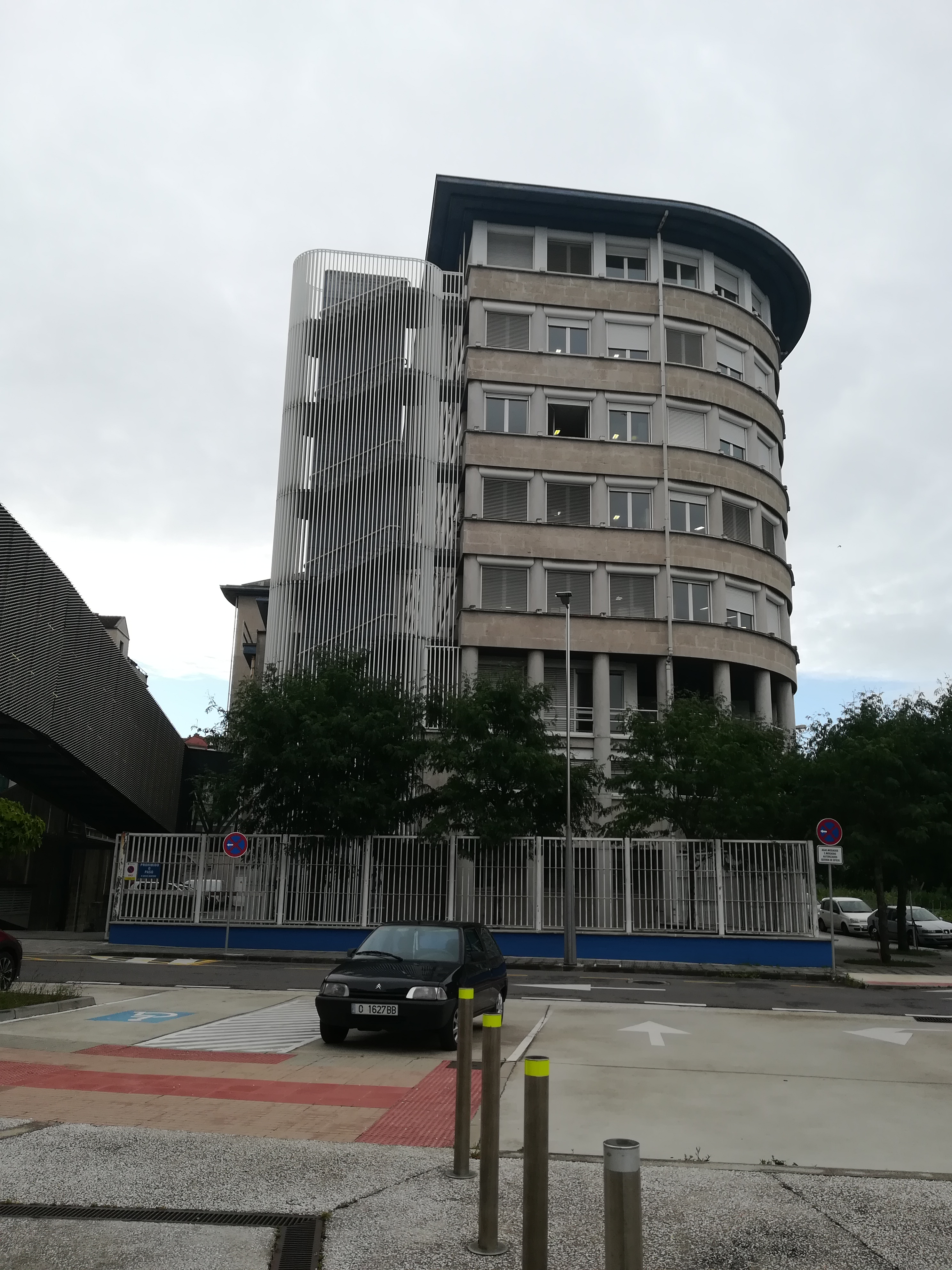
Edifício de 1998, fachada norte
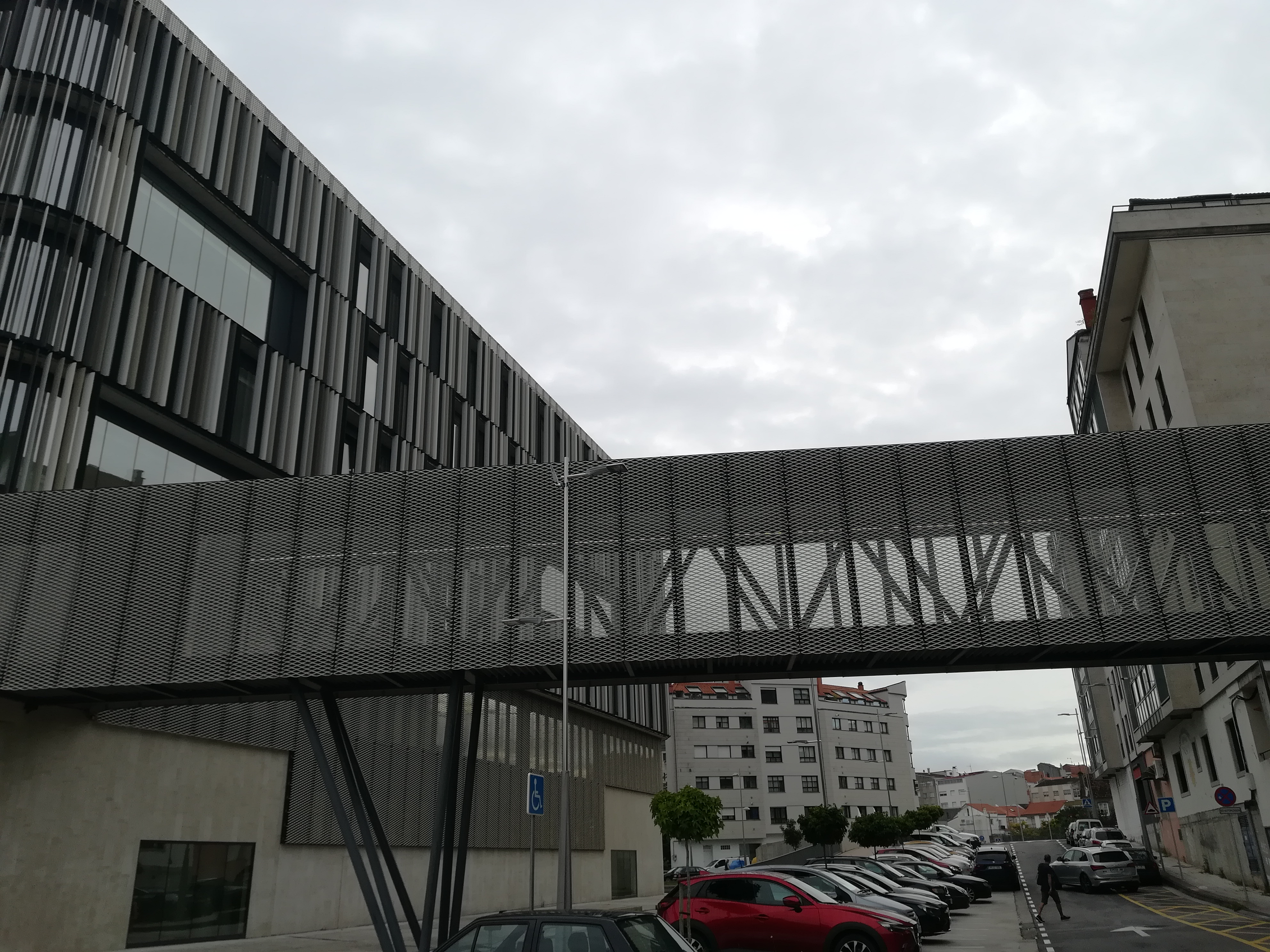
Passarela de vidro ligando os dois edifícios
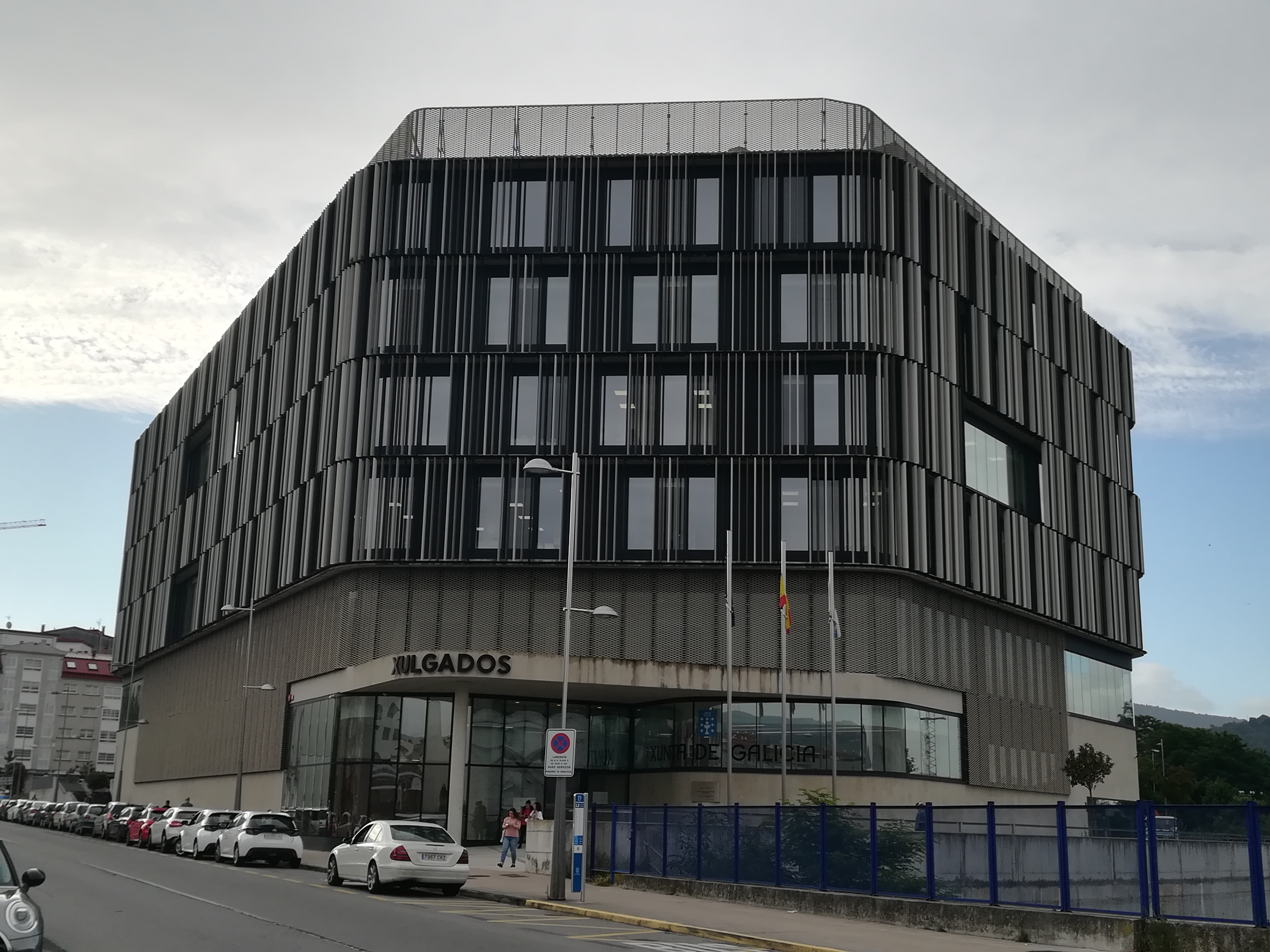
Edifício dos tribunais construído em 2019
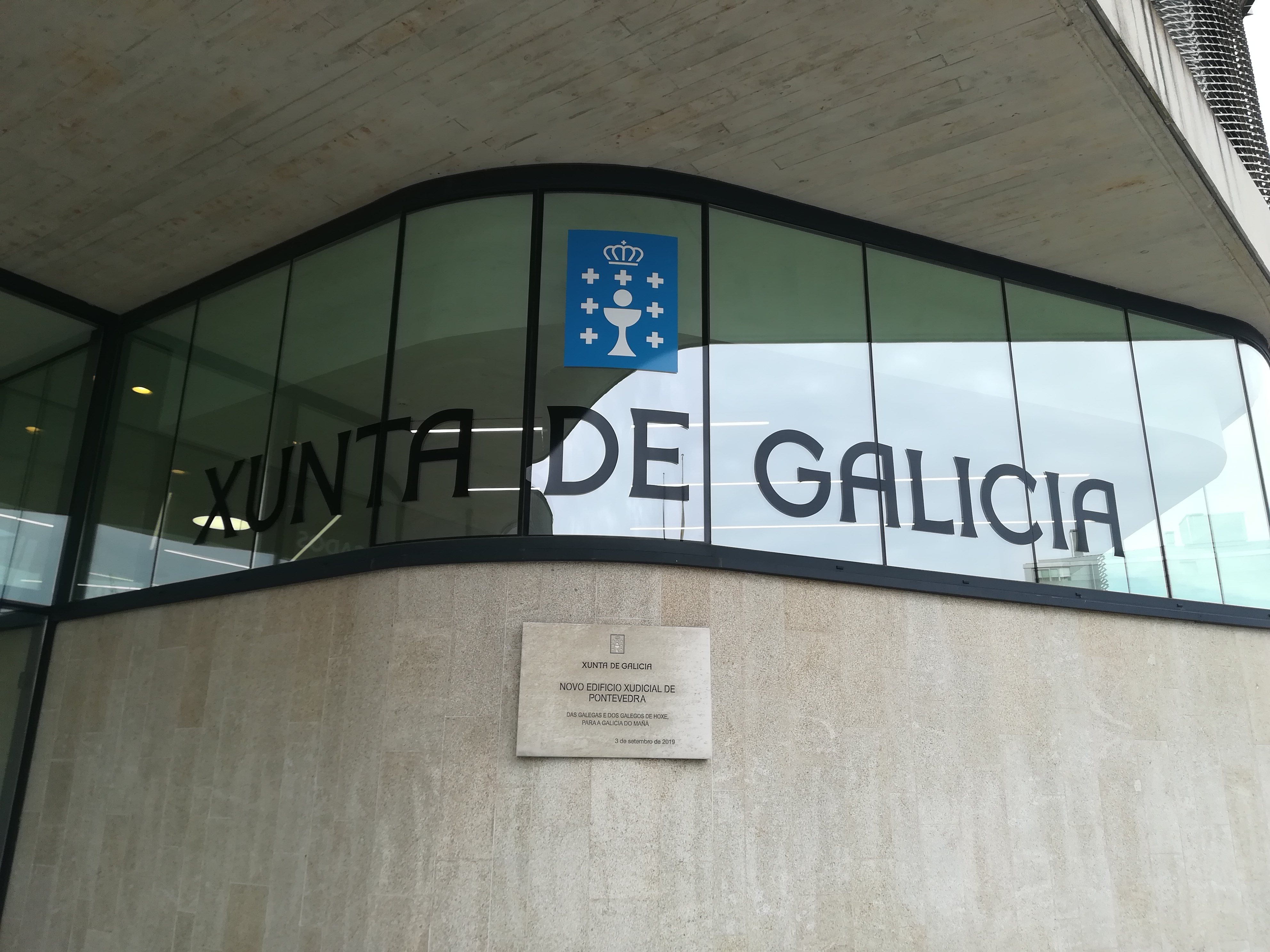
Placa do novo edifício
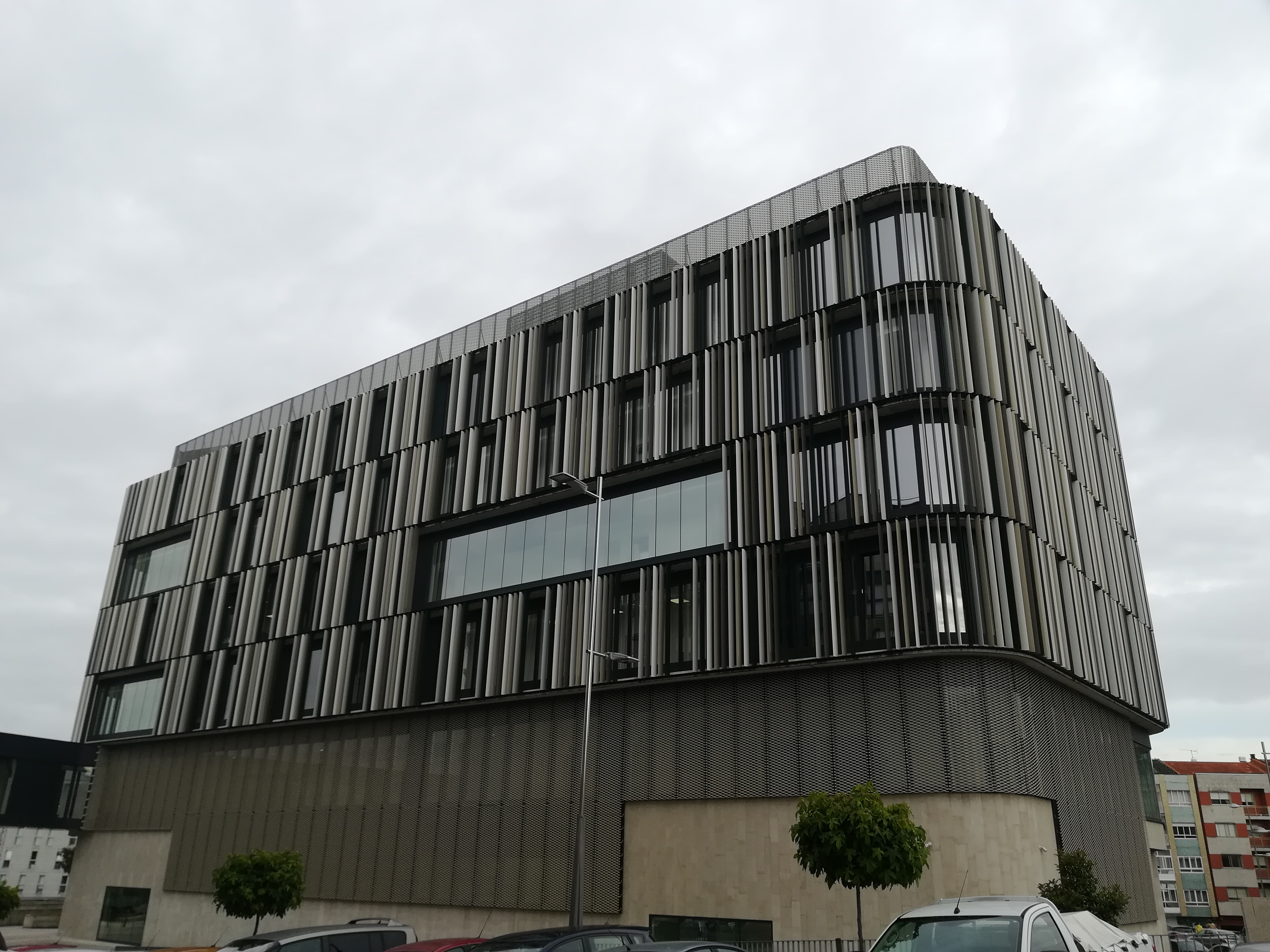
Fachada nordeste do novo edifício
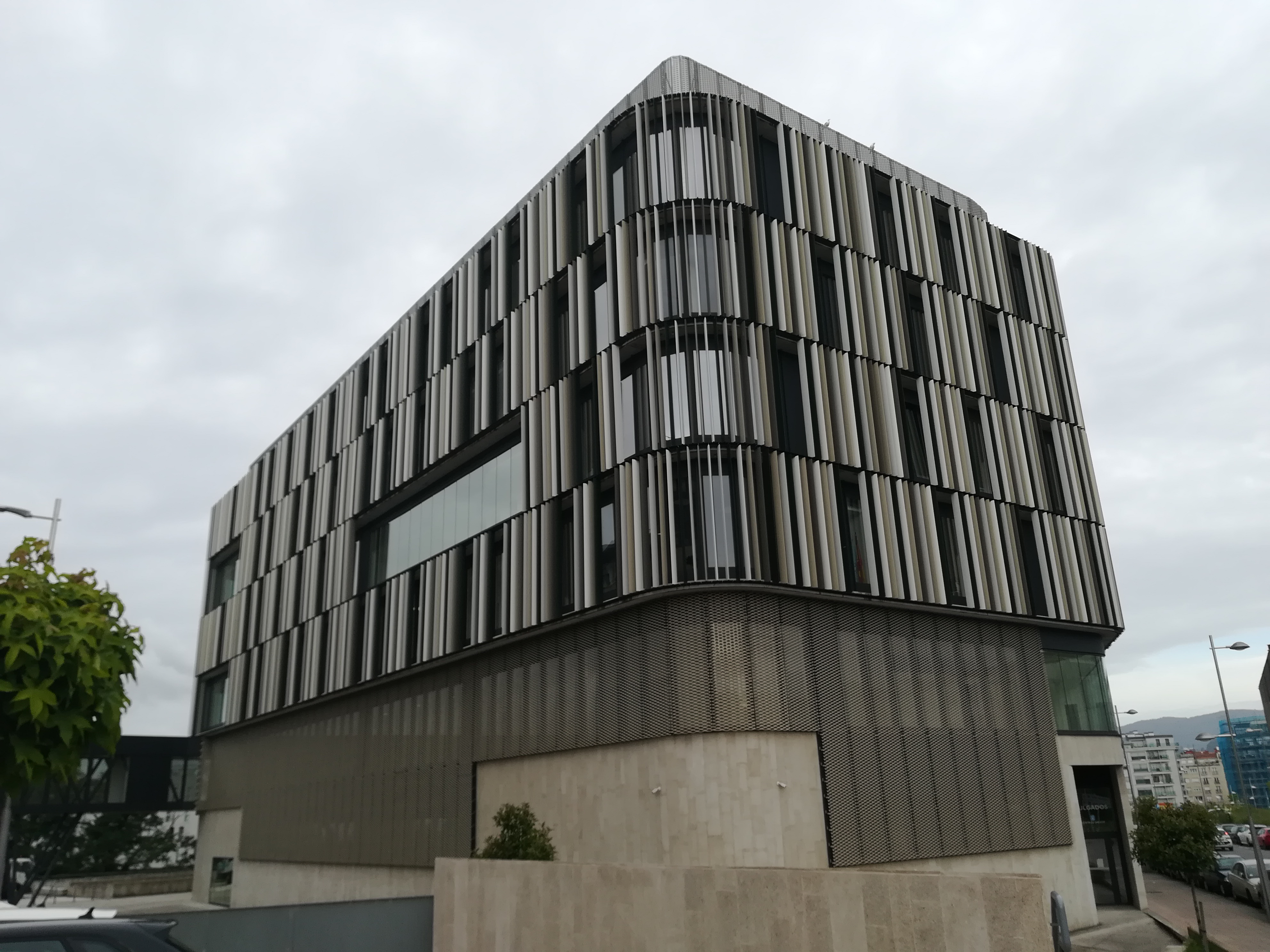
Novo edifício
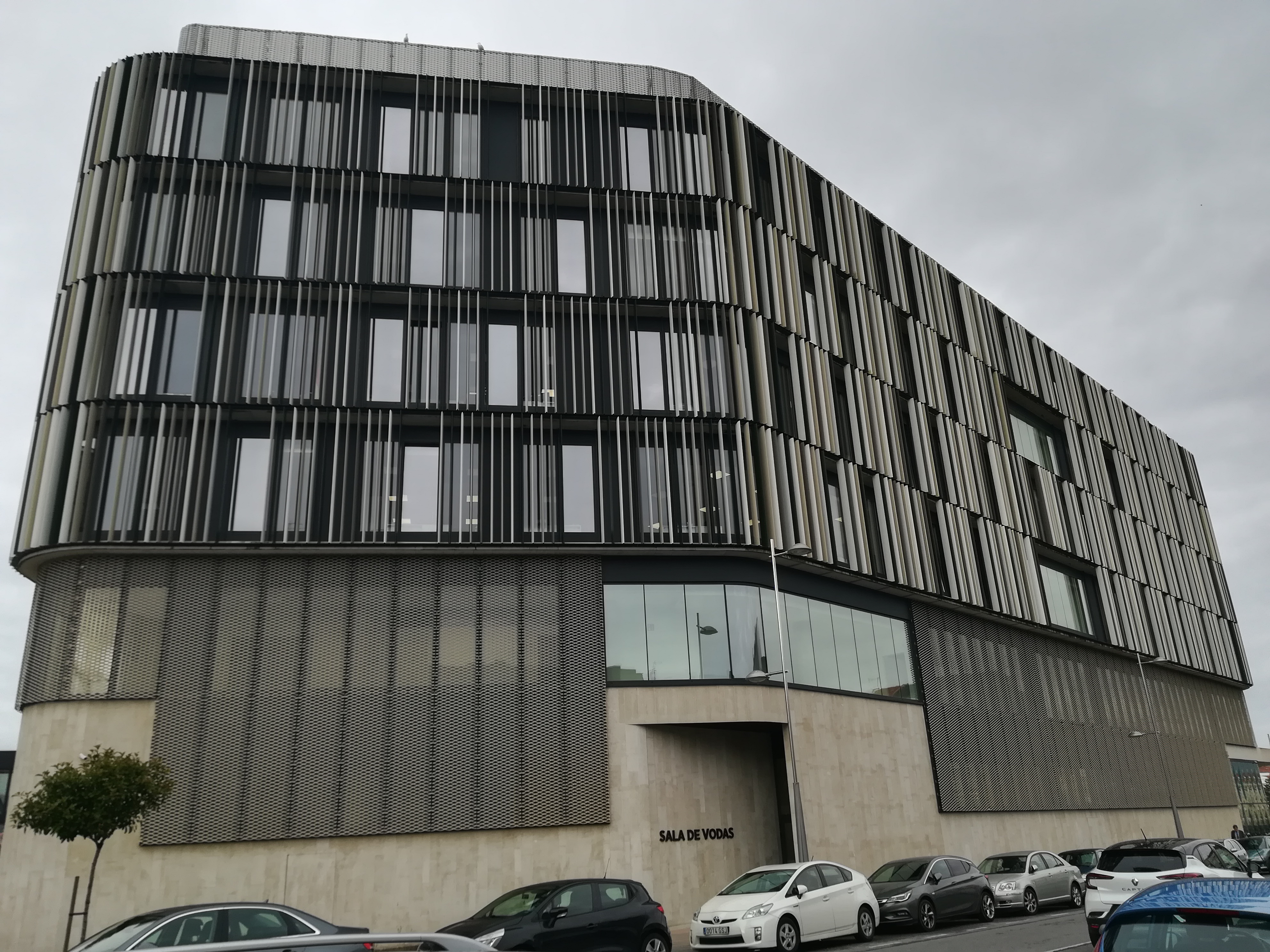
Entrada para o salão de casamentos
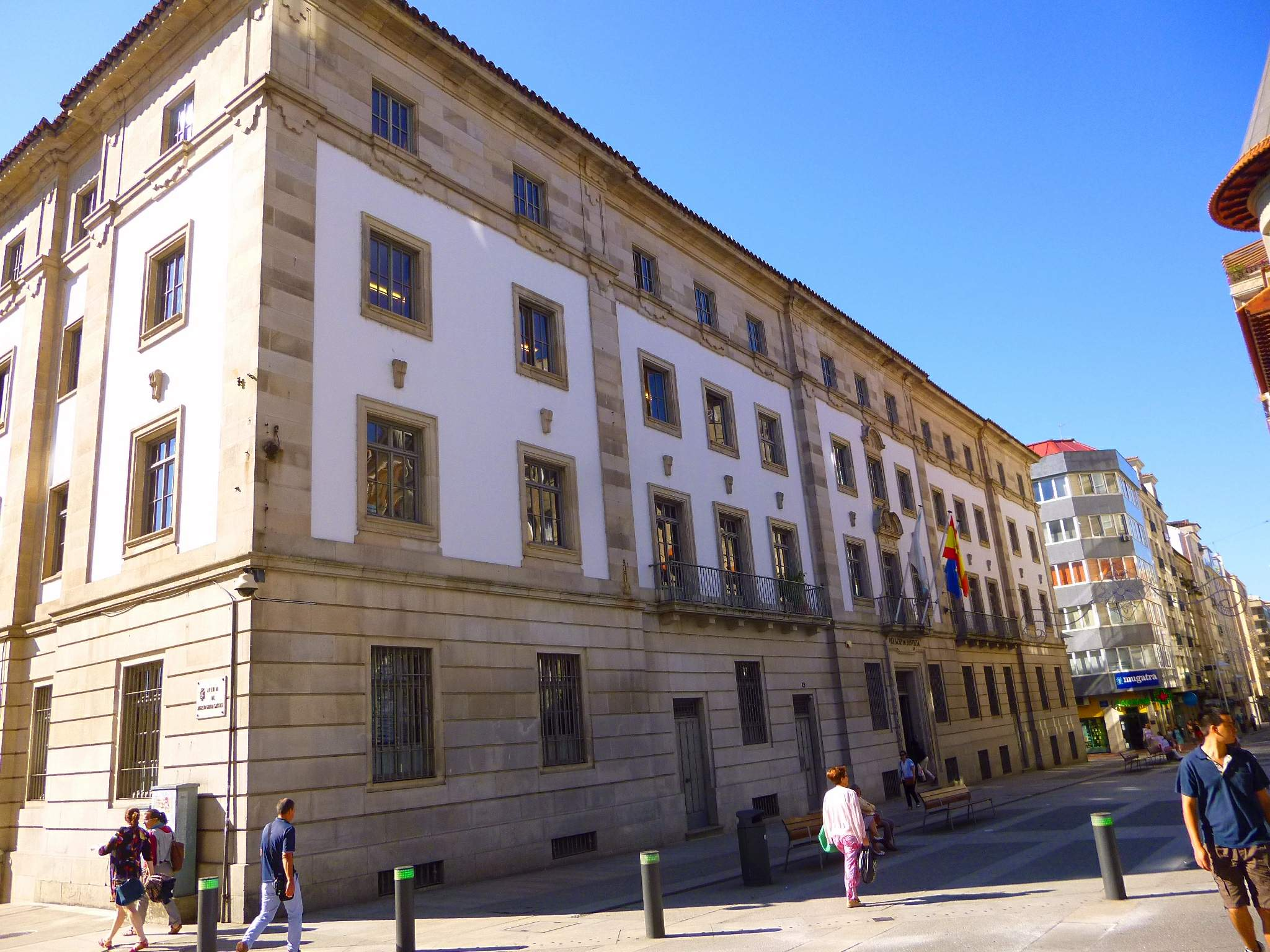
Palácio da Justiça 1956, fachada principal
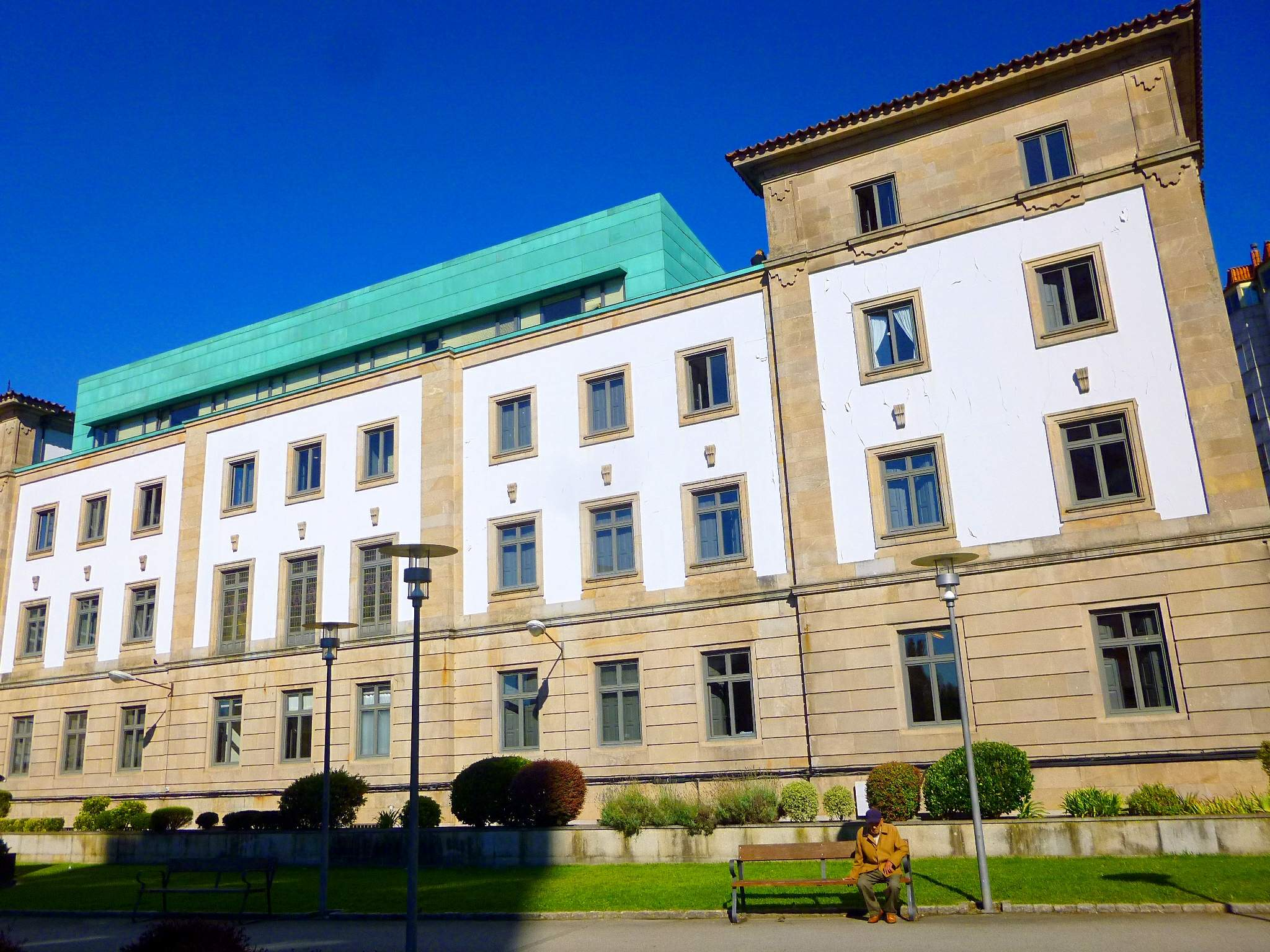
Palácio da Justiça, fachada posterior
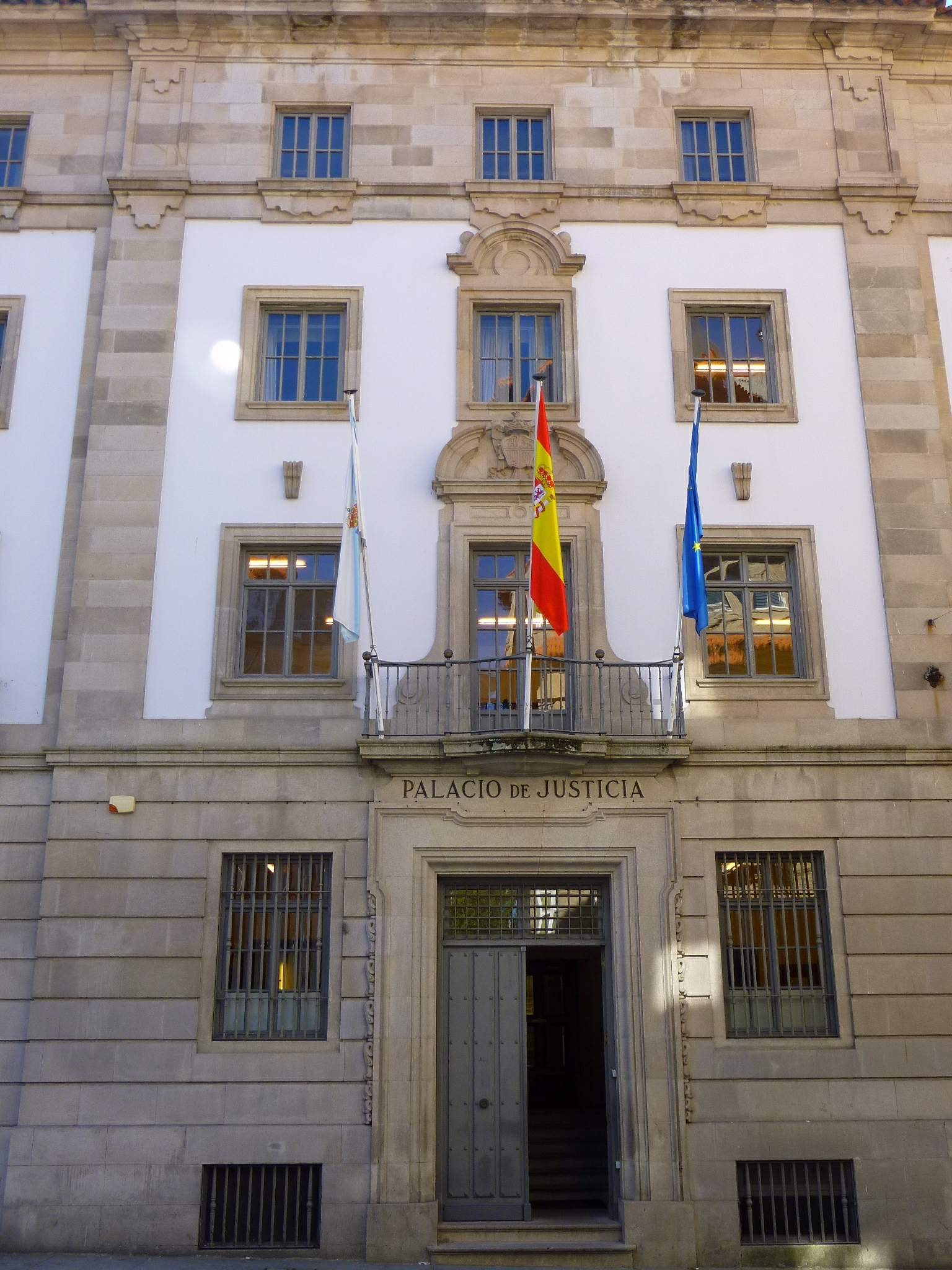
Palácio da Justiça, detalhe da entrada

### Artigos relacionados
- Audiência Nacional (Espanha)
- Bairro da Parda